# Pierre-Yves Gayraud

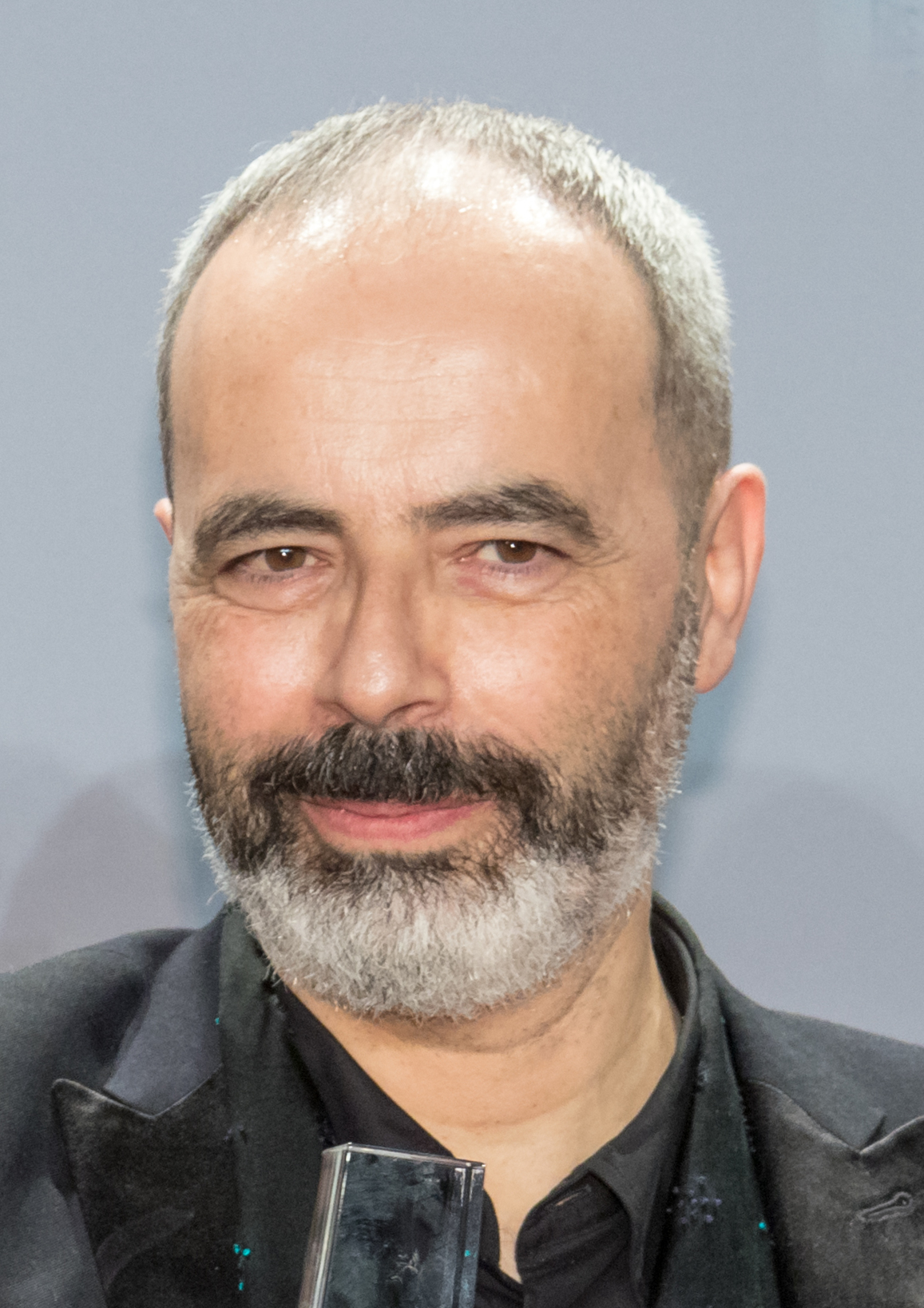
Pierre-Yves Gayraud (2018)

Pierre-Yves Gayraud (* 28. Januar 1963 in Lille) ist ein französischer Kostümbildner.

## Leben
Pierre-Yves Gayraud ist seit Anfang der 1990er Jahre als Kostümbildner im Filmgeschäft tätig. Mit Régis Wargniers Oscar-prämiertem Film Indochine (1992), in dem Catherine Deneuve die Hauptrolle spielte, konnte er einen ersten großen Erfolg verbuchen. Zusammen mit Gabriella Pescucci erhielt er für die Kostüme des im Vietnam der 1930er Jahre spielenden Filmdramas eine Nominierung für den César. Es folgten die Filmkomödie Abschlussklasse: Wilde Jugend – 1975 von Cédric Klapisch sowie die im 19. Jahrhundert spielende Filmbiografie Total Eclipse – Die Affäre von Rimbaud und Verlaine (1995) mit Leonardo DiCaprio in der Rolle des jungen Dichters Arthur Rimbaud.
Beim französischen Fernsehen fertigte Gayraud 1996 die historischen Kostüme für Nina Companéez’ Miniserie Die Allee des Königs an. Im selben Jahr arbeitete er bei der Filmkomödie … und jeder sucht sein Kätzchen erneut mit Regisseur Cédric Klapisch zusammen. Auch Régis Wargnier kam ein weiteres Mal auf den Kostümdesigner zurück, als er das Filmdrama Est-Ouest – Eine Liebe in Russland (1999) mit Sandrine Bonnaire und Catherine Deneuve drehte. Bei dem im Pariser Louvre spielenden Horrorfilm Belphégor kleidete er 2001 Sophie Marceau und Michel Serrault ein.
International kam Gayraud ein Jahr später bei dem Actionthriller Die Bourne Identität zum Einsatz. Gayraud wurde daraufhin für weitere Großproduktionen engagiert, darunter Jean-Jacques Annauds Abenteuerfilm Zwei Brüder (2004) und Tom Tykwers Süskind-Verfilmung Das Parfum – Die Geschichte eines Mörders (2006), für die Gayraud den Deutschen Filmpreis in der Kategorie Bestes Kostümbild erhielt. Bei der Gestaltung der Kostüme von Albert Nobbs (2011) mit Glenn Close in der Rolle einer Frau, die sich im Irland des 19. Jahrhunderts als Mann verkleiden muss, um Arbeit zu finden, ließ sich Gayraud unter anderem von Gemälden Félix Vallottons inspirieren.
Für Tykwers mit hohem Budget inszenierte und in verschiedenen Zeiten spielende Literaturverfilmung Cloud Atlas (2012), in der Tom Hanks und Halle Berry die Hauptrollen spielten, wurde Gayraud zusammen mit Kym Barrett für zahlreiche Filmpreise nominiert und 2013 ein zweites Mal mit dem Deutschen Filmpreis ausgezeichnet. Seine Mitwirkung an der hochbudgetierten deutschen Fernsehserie Babylon Berlin bescherte ihm im Jahr 2018 sowohl den Deutschen Fernsehpreis als auch den Grimme-Preis.

## Filmografie (Auswahl)
- 1991: Höllenglut (Le Brasier)
- 1992: Indochine

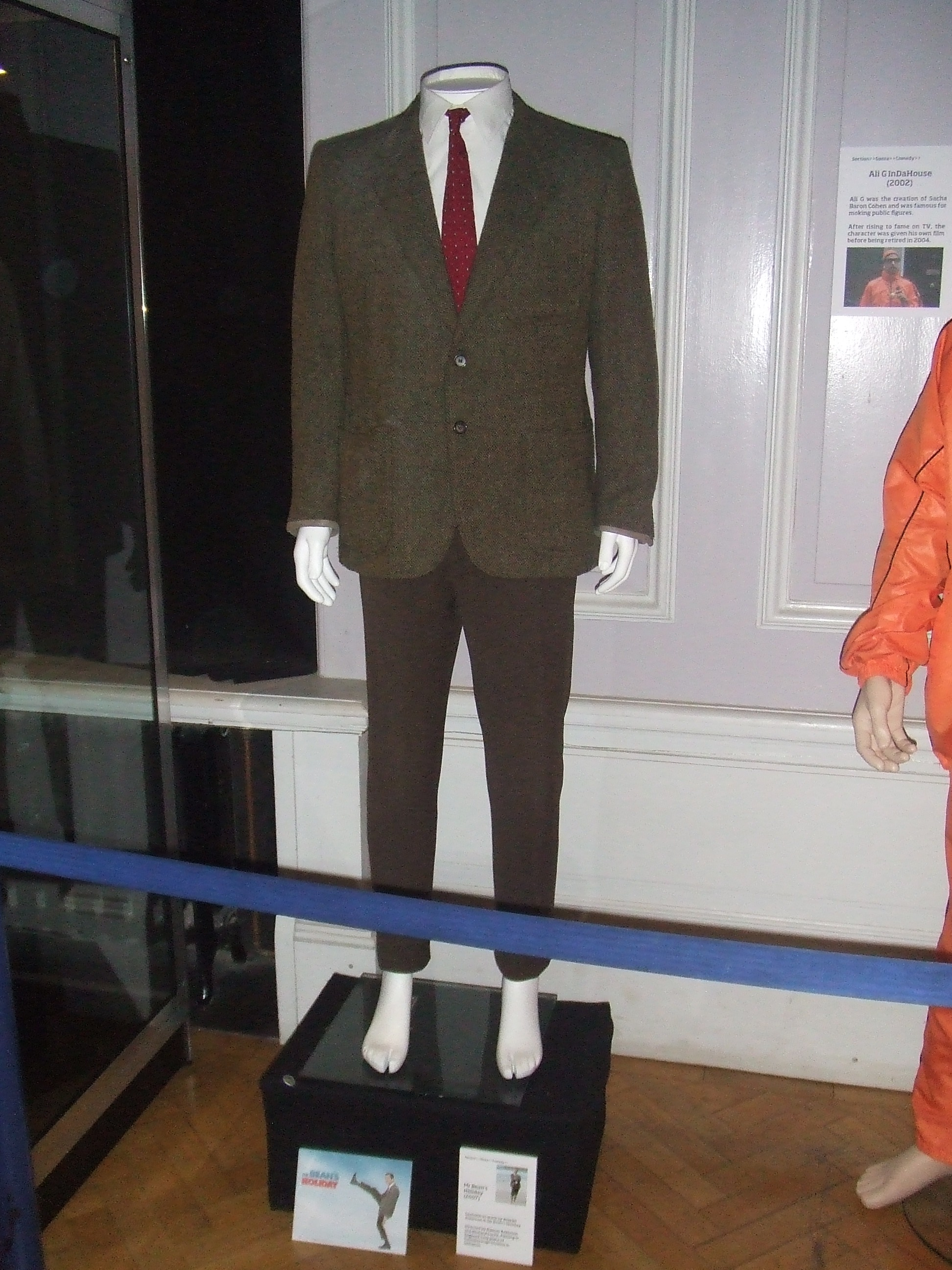
Kostüm von Rowan Atkinson im Film Mr. Bean macht Ferien (2007)

- 1994: Abschlussklasse: Wilde Jugend – 1975 (Le Péril jeune)
- 1994: Rosine
- 1995: Total Eclipse – Die Affäre von Rimbaud und Verlaine (Total Eclipse)
- 1996: Die Allee des Königs (L’Allée du roi) (TV-Miniserie)
- 1996: … und jeder sucht sein Kätzchen (Chacun cherche son chat)
- 1996: Lola im Technoland (Clubbed to Death (Lola))
- 1996: Love, etc.
- 1999: Lila Lili
- 1999: Nur der Mond schaut zu (Qui plume la lune?)
- 1999: Est-Ouest – Eine Liebe in Russland (Est-Ouest)
- 2000: Toreros
- 2001: Belphégor (Belphégor – Le Fantôme du Louvre)
- 2001: Imago
- 2002: Die Bourne Identität (The Bourne Identity)
- 2004: Zwei Brüder (Deux frères)
- 2005: Man to Man
- 2006: Das Parfum – Die Geschichte eines Mörders (Perfume: The Story of a Murderer)
- 2006: Paris, je t’aime
- 2007: Mr. Bean macht Ferien (Mr. Bean’s Holiday)
- 2007: Seine Majestät das Schwein (Sa majesté Minor)
- 2008: Coco Chanel (TV-Film)
- 2009: Die Gräfin (The Countess)
- 2011: La Permission de minuit
- 2011: La Fille du puisatier
- 2011: Die drei Musketiere (The Three Musketeers)
- 2011: Albert Nobbs
- 2011: Familientreffen mit Hindernissen (Le Skylab)
- 2011: Das Wunder der Natur (La Clé des champs)
- 2012: Cloud Atlas
- 2013: In Secret – Geheime Leidenschaft (In Secret)
- 2014: Die Schöne und das Biest (La Belle et la Bête)
- 2014: Madame Mallory und der Duft von Curry (The Hundred-Foot Journey)
- 2015: Lolo – Drei ist einer zu viel (Lolo)
- 2016: Ein Hologramm für den König (A Hologram for the King)
- 2016: The Promise – Die Erinnerung bleibt (The Promise)
- 2017: Babylon Berlin (TV-Serie, 16 Folgen)
- 2018: The Death and Life of John F. Donovan
- 2018: Vidocq – Herrscher der Unterwelt (L’Empereur de Paris)
- 2019: Matthias & Maxime

## Auszeichnungen
- 1993: Nominierung für den César in der Kategorie Beste Kostüme zusammen mit Gabriella Pescucci für Indochine
- 2007: Deutscher Filmpreis in der Kategorie Bestes Kostümbild für Das Parfum – Die Geschichte eines Mörders
- 2009: Nominierung für den Costume Designers Guild Award in der Kategorie Fernsehfilm oder Miniserie zusammen mit Stefano De Nardis für Coco Chanel
- 2012: Nominierung für den Satellite Award in der Kategorie Beste Kostüme zusammen mit Kym Barrett für Cloud Atlas
- 2013: Deutscher Filmpreis in der Kategorie Bestes Kostümbild zusammen mit Kym Barrett für Cloud Atlas
- 2013: Nominierung für den Costume Designers Guild Award in der Kategorie Fantasyfilm zusammen mit Kym Barrett für Cloud Atlas
- 2013: Nominierung für den Critics’ Choice Movie Award in der Kategorie Beste Kostüme zusammen mit Kym Barrett für Cloud Atlas
- 2013: Nominierung für den Saturn Award in der Kategorie Beste Kostüme zusammen mit Kym Barrett für Cloud Atlas
- 2015: Nominierung für den César in der Kategorie Beste Kostüme für Die Schöne und das Biest
- 2018: Deutscher Fernsehpreis in der Kategorie Beste Ausstattung zusammen mit Uli Hanisch für Babylon Berlin
- 2018: Grimme-Preis zusammen mit dem Stab und der Besetzung für Babylon Berlin
- 2019: Nominierung für den César in der Kategorie Beste Kostüme für Vidocq – Herrscher der Unterwelt